# Anolis anisolepis
Anolis anisolepis − słabo poznany gatunek jaszczurki z rodziny Anolidae. Endemit Meksyku.

## Systematyka
Gatunek zalicza się do rodzaju Anolis. Zaliczany bywał też do Norops, obecnie uznawanego za młodszy synonim Anolis.
Rodzaj Anolis umieszcza się obecnie w monotypowej rodzinie Anolidae. W przeszłości zaliczano go jednak do rodziny legwanowatych (Iguanidae).

## Rozmieszczenie geograficzne
Gatunek ten pochodzi z Meksyku, dokładniej zaś ze stanu Chiapas, z Meseta Central.
Tereny zajmowane przez gada leżą na wysokości od 1500 do 2500 metrów nad poziomem morza.

## Siedlisko
Siedlisko A. anisolepis stanowią lasy tropikalne sosnowo-dębowe. Jaszczurka ta żyje też w środowiskach uprzednio zdegenerowanych działalnością człowieka.

## Zagrożenia i ochrona
W Czerwonej księdze gatunków zagrożonych IUCN Anolis anisolepis jest klasyfikowany jako gatunek najmniejszej troski (LC, ang. Least Concern).
Populacja utrzymuje się na stabilnym poziomie, a gatunek wydaje się bardzo liczny. IUCN zwraca jednak uwagę na niewielki zasięg występowania tego przedstawiciela Iguania.
Wspomniana powyżej organizacja nie dostrzega żadnych zagrożeń dla gatunku, podlegającemu w Meksyku ochronie prawnej i zamieszkującej tereny chronione, jak Park Narodowy Lagunas de Montebello i Huitepec Private Reserve.